# 1105 до н. е.

## Народились
- Чжоу-сінь — останній володар (ван) династії Шан у 1075—1046 роках до н. е..